# Bessemer and Lake Erie Railroad
Le Bessemer and Lake Erie Railroad (sigle de l'AAR:BLE) était un chemin de fer américain de classe I de 1939 jusqu'au milieu des années 1980, puis de classe II, qui opérait dans le nord-ouest de la Pennsylvanie et le nord-est de l'Ohio. La route principale reliait le port de Conneaut, Ohio sur le Lac Érié à North Bessemer, Pennsylvanie (près de Pittsburgh), sur une distance de 224 km. L'ancêtre du B & LE était le Shenango and Allegheny Railroad qui commença son activité en octobre 1869. Le service fut continuellement assuré par différentes compagnies sur un réseau de plus en plus vaste, jusqu'à la constitution du B & LE en 1900. Le B & LE et ses prédécesseurs proposaient un service voyageur, mais ce dernier disparut en 1955. En 2004, le B & LE passa sous le contrôle du Canadien National, puisque ce dernier racheta sa maison mère, la compagnie holding Great Lakes Transportation LLC.

## Les origines
Le Pittsburgh, Bessemer and Lake Erie Railroad fut fondé en 1897 par Andrew Carnegie, pour transporter du minerai de fer et d'autres produits du port de Conneaut, Ohio sur les Grands Lacs vers les aciéries de la Carnegie Steel Company (en) situées à Pittsburgh et sa région. Sur le trajet du retour, le charbon de la Pennsylvanie était acheminé vers le port de Conneaut.
Le PB & LE fut créé à partir d'autres petits chemins de fer comme le Pittsburgh, Shenango and Lake Erie Railroad et le Butler and Pittsburgh Railroad. La compagnie fut rebaptisée Bessemer and Lake Erie Railroad en 1900. Carnegie Steel avait l'exclusivité de la location du PS & LE pour une durée de 999 ans. Cette location revint à U.S. Steel lorsque ce dernier racheta Carnegie Steel en 1901. 
En 1988, le Bessemer and Lake Erie Railroad fit partie de Transtar Inc. Transtar est une compagnie holding dont l'activité principale est le transport ferroviaire de fret, l'exploitation de docks, la navigation sur les Grands Lacs, et le transport fluvial par barges; ces activités appartenaient auparavant à USX, filiale de US Steel. En 2001, le B & LE fut intégré à Great Lakes Transportation, LLC.
Le 10 mai 2004, la GLT fut acquise par le Canadian National Railway. De nos jours, le minerai de fer et le charbon sont toujours les produits majoritairement transportés sur le réseau.

## Les connexions
Il se connecte avec le Norfolk Southern Railway à Wallace Junction près de Érié, Pennsylvanie. À Shenango, Pennsylvanie, il rencontre le Norfolk Southern et le CSX (anciennement Erie Lackawanna Railroad). À son terminus de North Bessemer, il se connecte à l'Union Railroad. À Calvin Yard près de Butler, Pennsylvanie, il se connecte avec le Buffalo & Pittsburgh Railroad. Anciennement, il se connectait à Osgood, Pennsylvanie avec le New York Central System, devenu Penn Central Railroad puis Conrail avant l'abandon de la ligne en 1988. Le dépôt et les ateliers sont situés à Greenville, Pennsylvanie.

## Les livrées
Comme le transport initial était constitué de minerai de fer, les wagons étaient peint couleur rouille pour minimiser les salissures. Puis en 1950, les locomotives adoptèrent le noir et l'orange vif. Le B & LE, devenu la Bessemer Subdivision au sein du CN, continue de circuler avec sa propre livrée.